# Fall to Pieces
Fall to Pieces – utwór kanadyjskiej piosenkarki, Avril Lavigne, który jest również piątym i ostatnim singlem promującym jej drugi album, Under My Skin; w USA piosenka była wydana jako czwarty singel. Utwór został napisany i wydany przez Lavigne oraz wokalistę zespołu Our Lady Peace, kanadyjskiego muzyka, Raine Maida. Był to najchłodniej przyjęty utwór piosenkarki w Stanach Zjednoczonych, lecz odniósł on wielki sukces w Kanadzie. Nagranie teledysku do piosenki zostało odwołane.
Piosenka nie została wydana w Wielkiej Brytanii. W Kanadzie dostała się na 7. miejsce na liście „BDS Airplay Chart” – wtedy była trzecim najwyżej notowanym na tej liście singlem z albumu, po „Don’t Tell Me oraz „Nobody’s Home”. Brak promocji utworu w Stanach Zjednoczonych sprawił, iż nie zdołała się ona przebić na listę Hot 100 magazynu Billboard i skończyła na zapleczu tej listy, Bubbling Under Hot 100 Singles, na 6. miejscu, oraz na miejscu 55. na liście Billboard Pop 100.

## Sukcesy na listach przebojów
| Lista                                     | Pozycja |
| ----------------------------------------- | ------- |
| Billboard Bubbling Under Hot 100 Singles1 | 6       |
| Billboard Hot Adult Top 40 Tracks         | 18      |
| Billboard Pop 100                         | 55      |
| Billboard Pop 100 Airplay                 | 40      |
| Billboard Top 40 Mainstream               | 34      |
| ARC Weekly Top 40                         | 16      |
| Amerykańska Top 40                        | 39      |
| Kanadysja BDS Airplay Chart               | 7       |
| RPA Top 40 Singles Chart                  | 16      |
| Filipińska Radio Airplay Chart            | 4       |

1 Porównywalnie do miejsca 106. na liście Billboard Hot 100.

## Singel CD
1. „Fall to Pieces”
2. Suggested Call Out Hook